# Llista de peixos de la República de Malta

Localització de la República de Malta a la mar Mediterrània

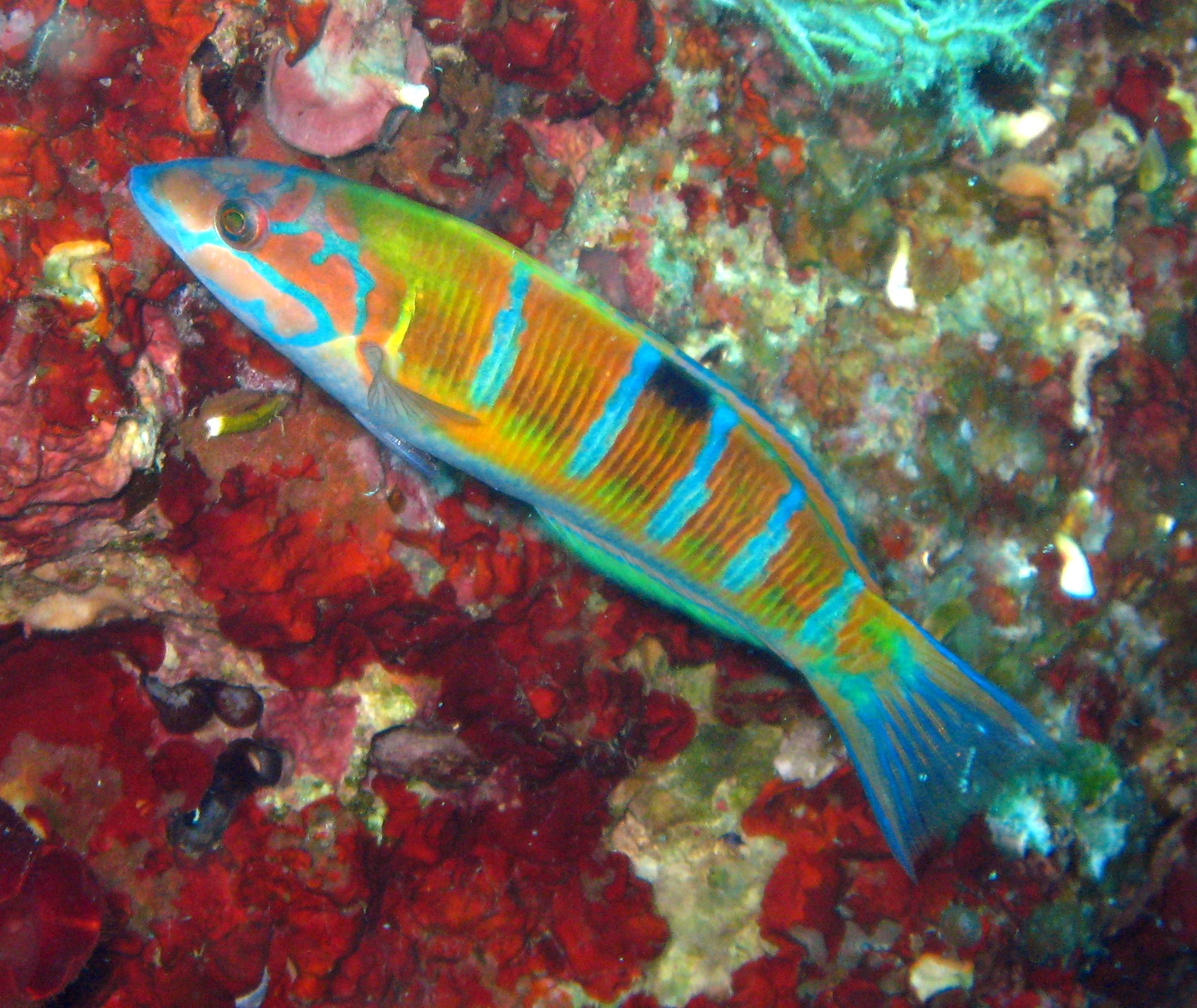
Fadrí (Thalassoma pavo)

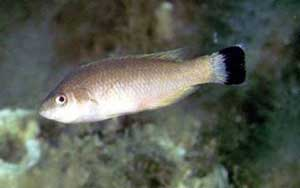
Llambrega (Symphodus melanocercus)

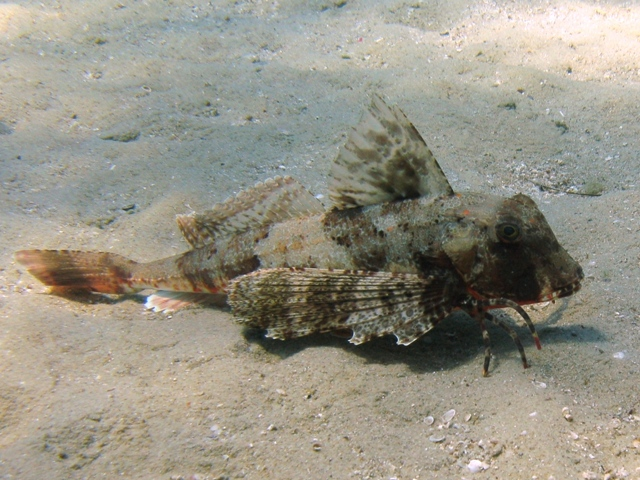
Gallineta (Trigloporus lastoviza)

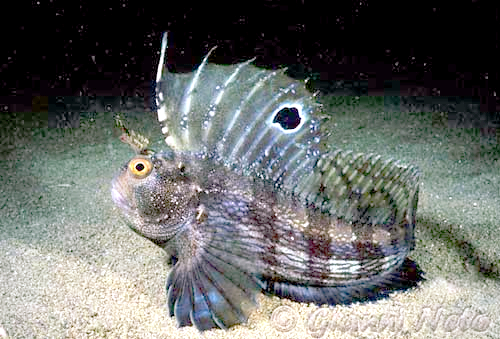
Ase mossegaire (Blennius ocellaris)

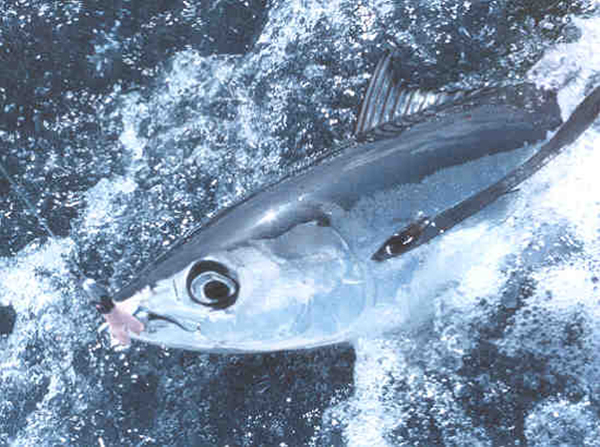
Tonyina blanca (Thunnus alalunga)

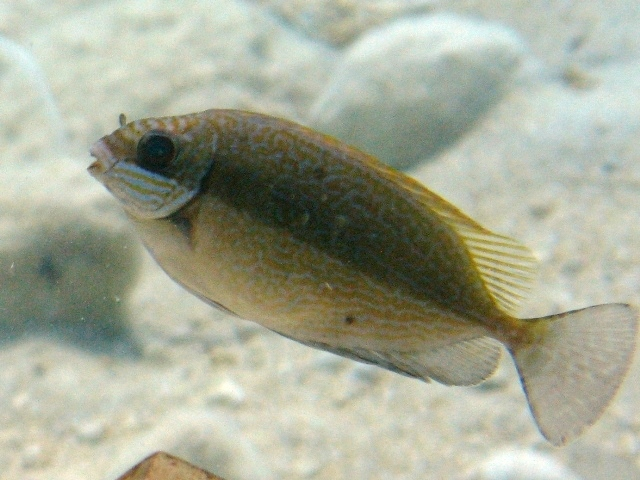
Siganus luridus

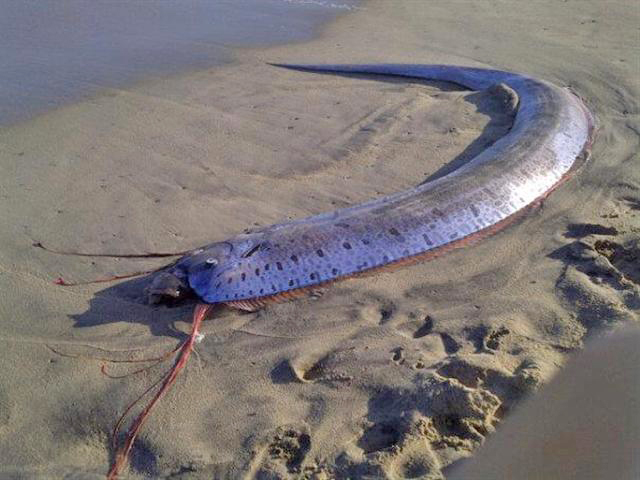
Rei dels peixos (Regalecus glesne)

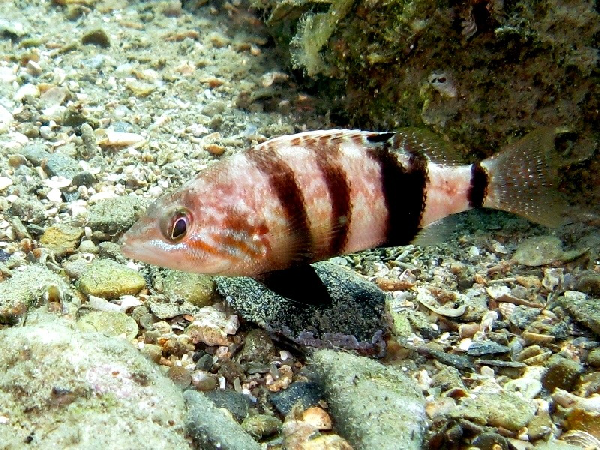
Músic (Serranus hepatus)

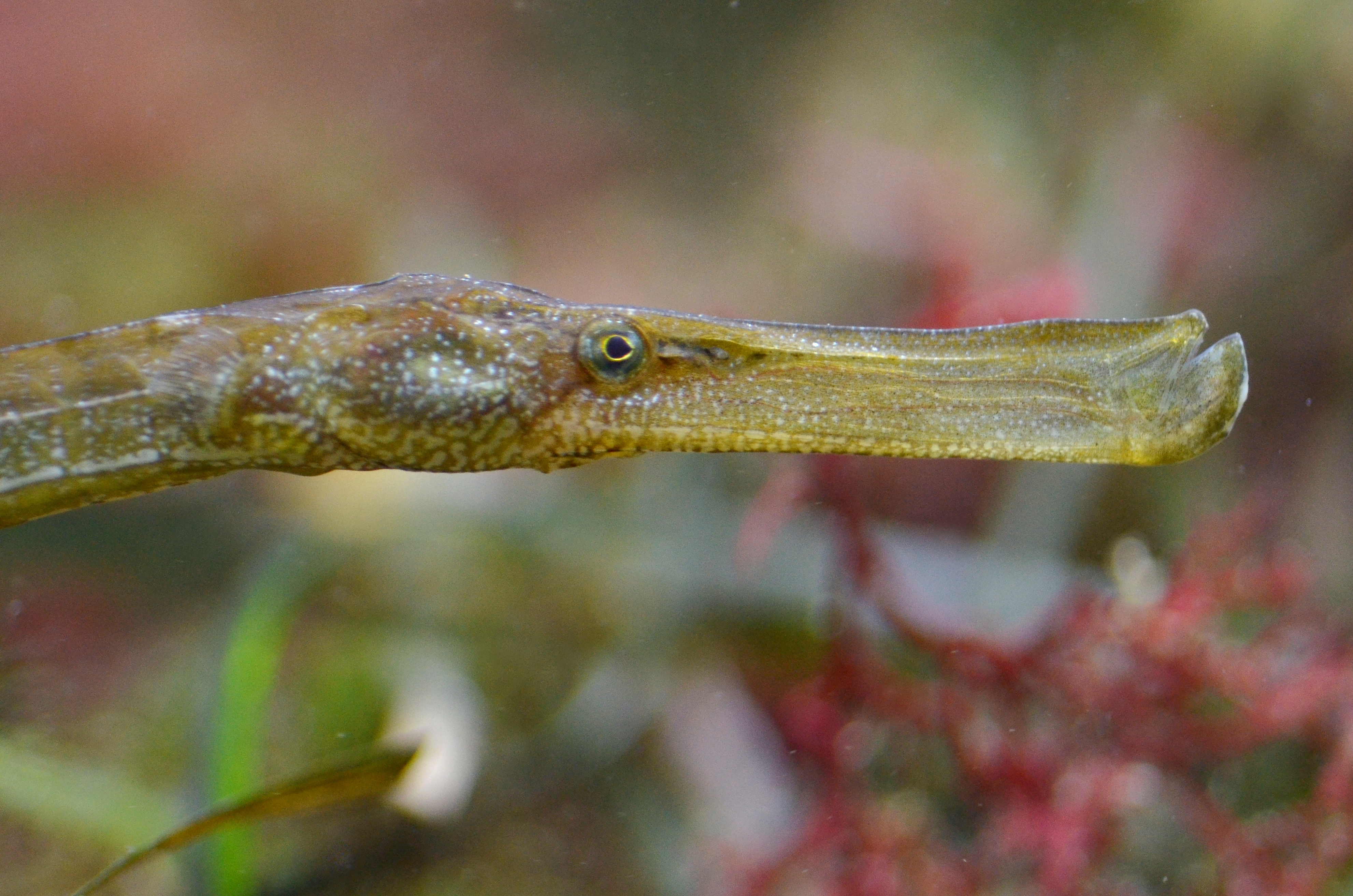
Serpentí (Syngnathus typhle)

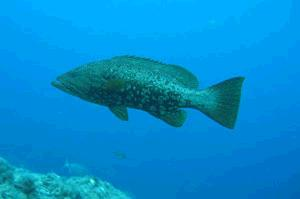
Anfós jueu (Mycteroperca rubra)

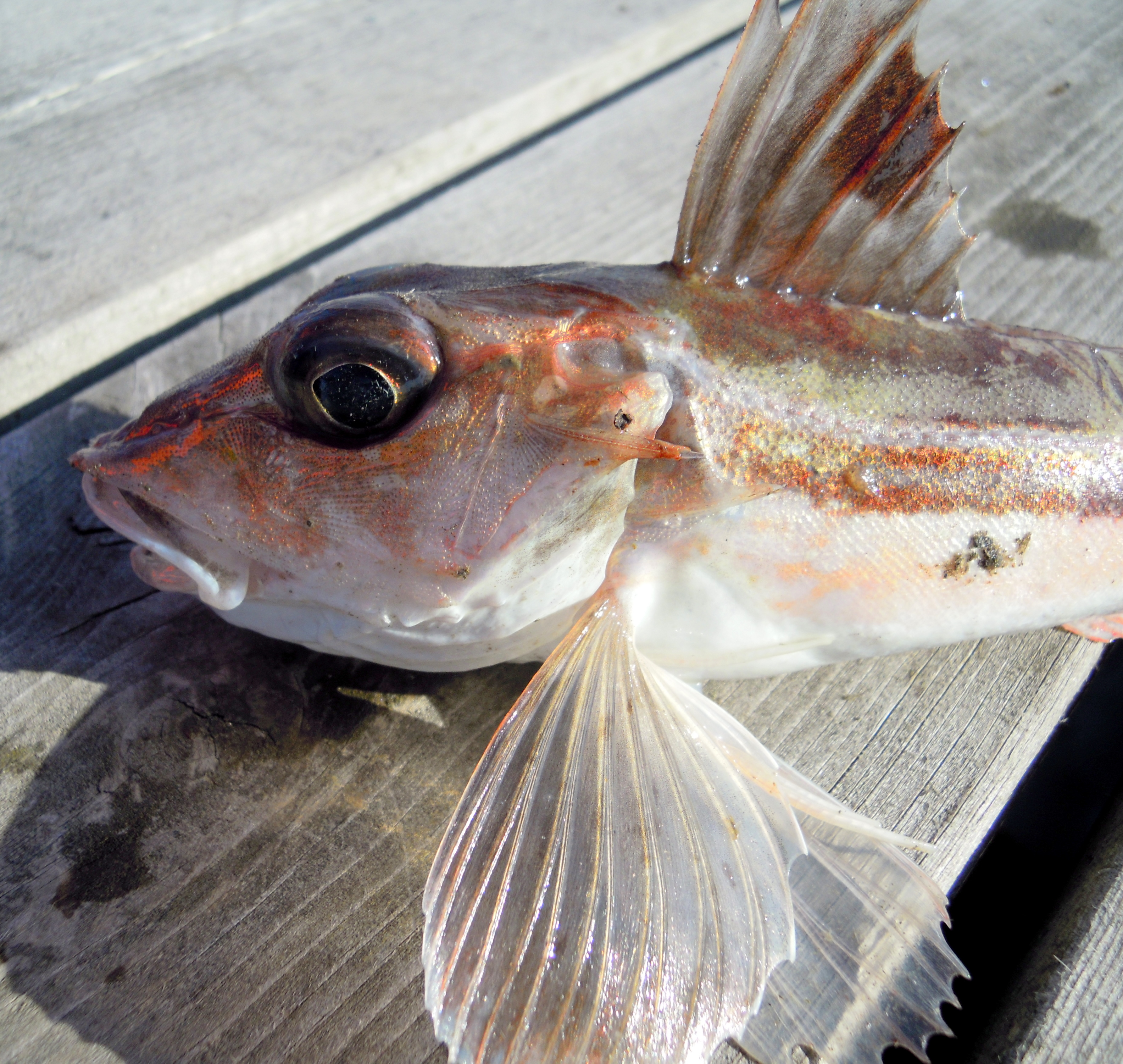
Lluerna verda (Eutrigla gurnardus)

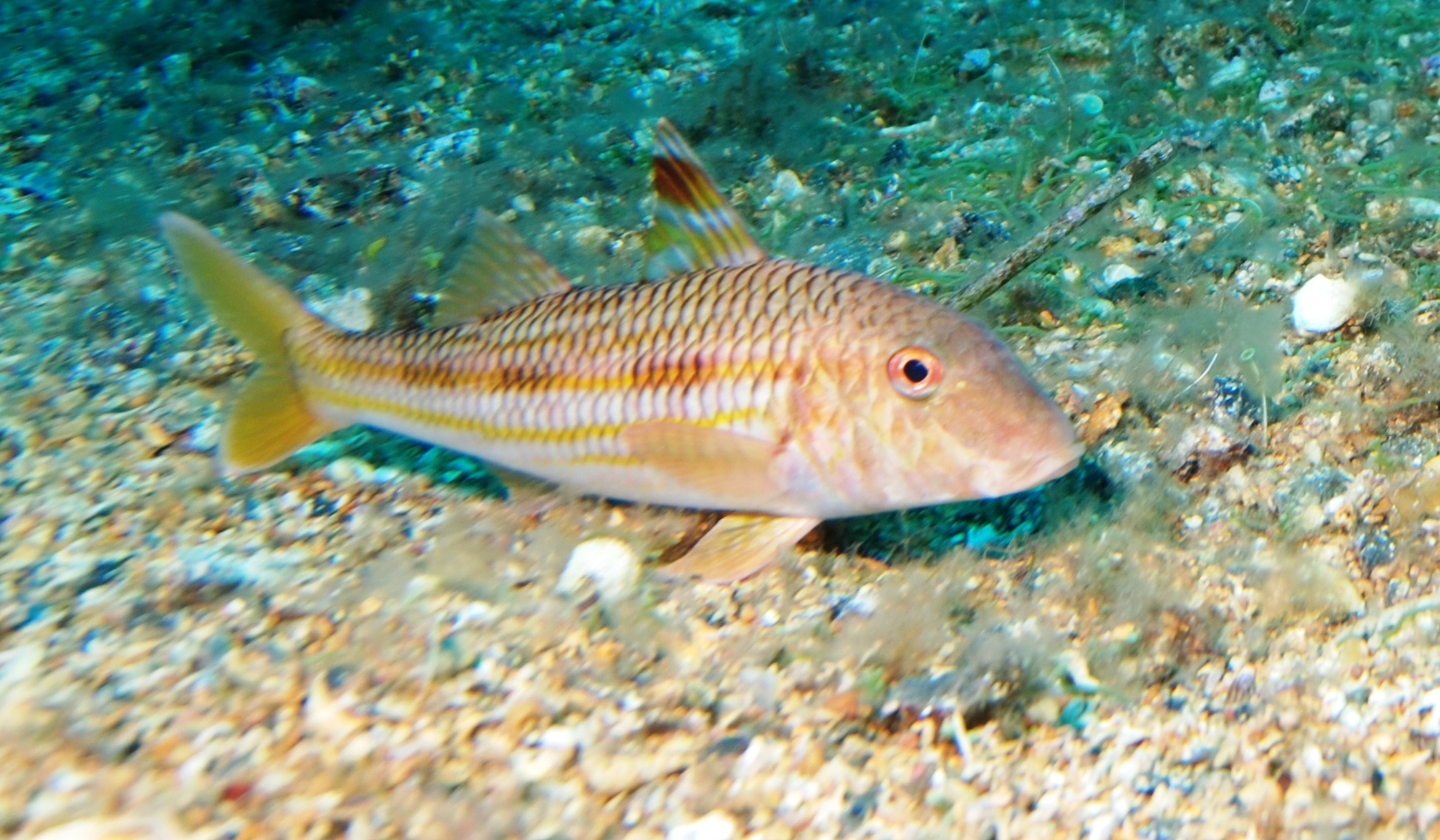
Moll de roca (Mullus surmuletus)

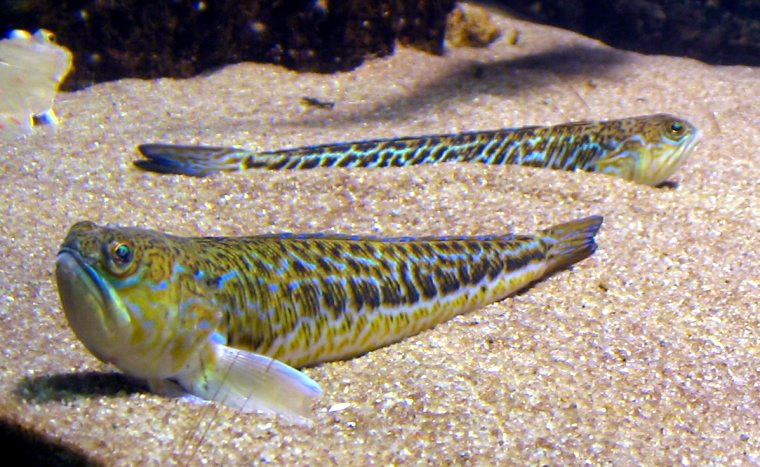
Aranya blanca (Trachinus draco)

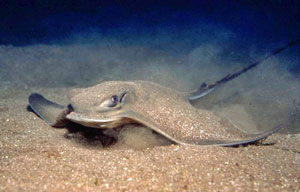
Milana (Myliobatis aquila)

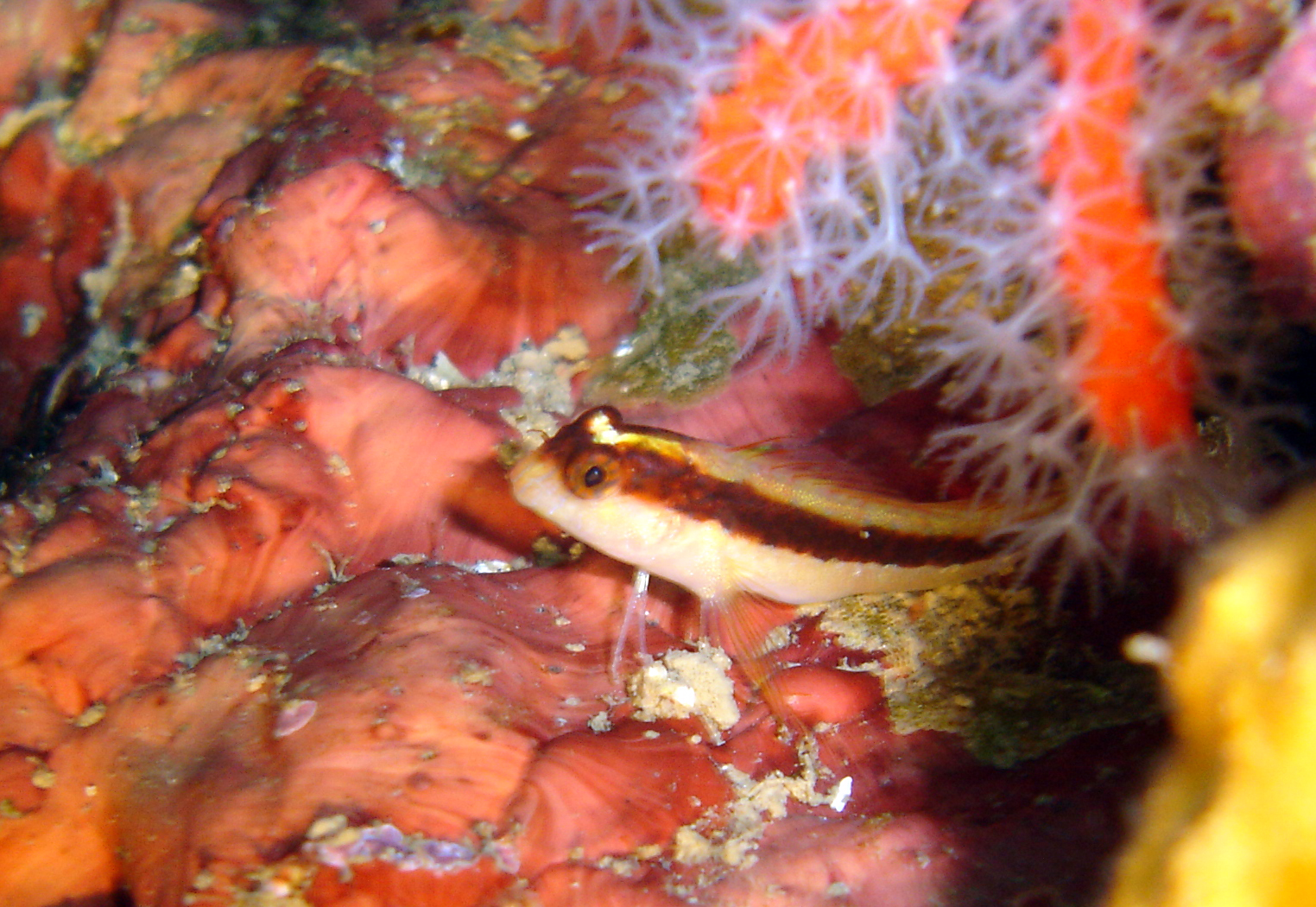
Bavosa de banda negra (Parablennius rouxi)

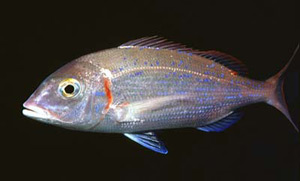
Pagell (Pagellus erythrinus)

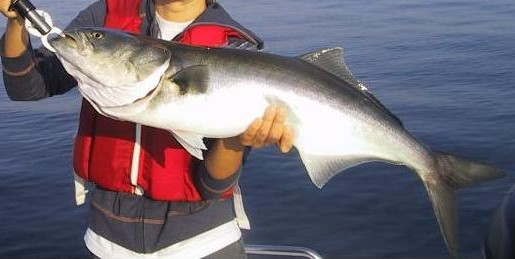
Tallahams (Pomatomus saltatrix)

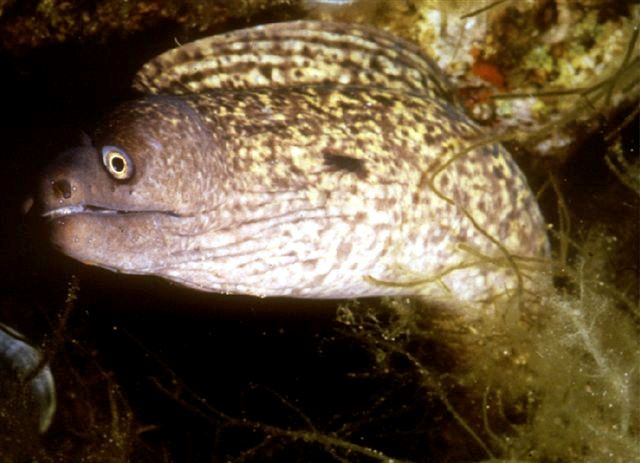
Morena (Muraena helena)

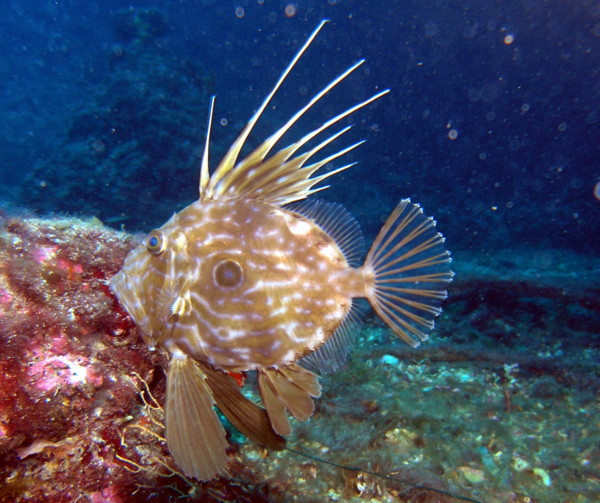
Gall de Sant Pere (Zeus faber)

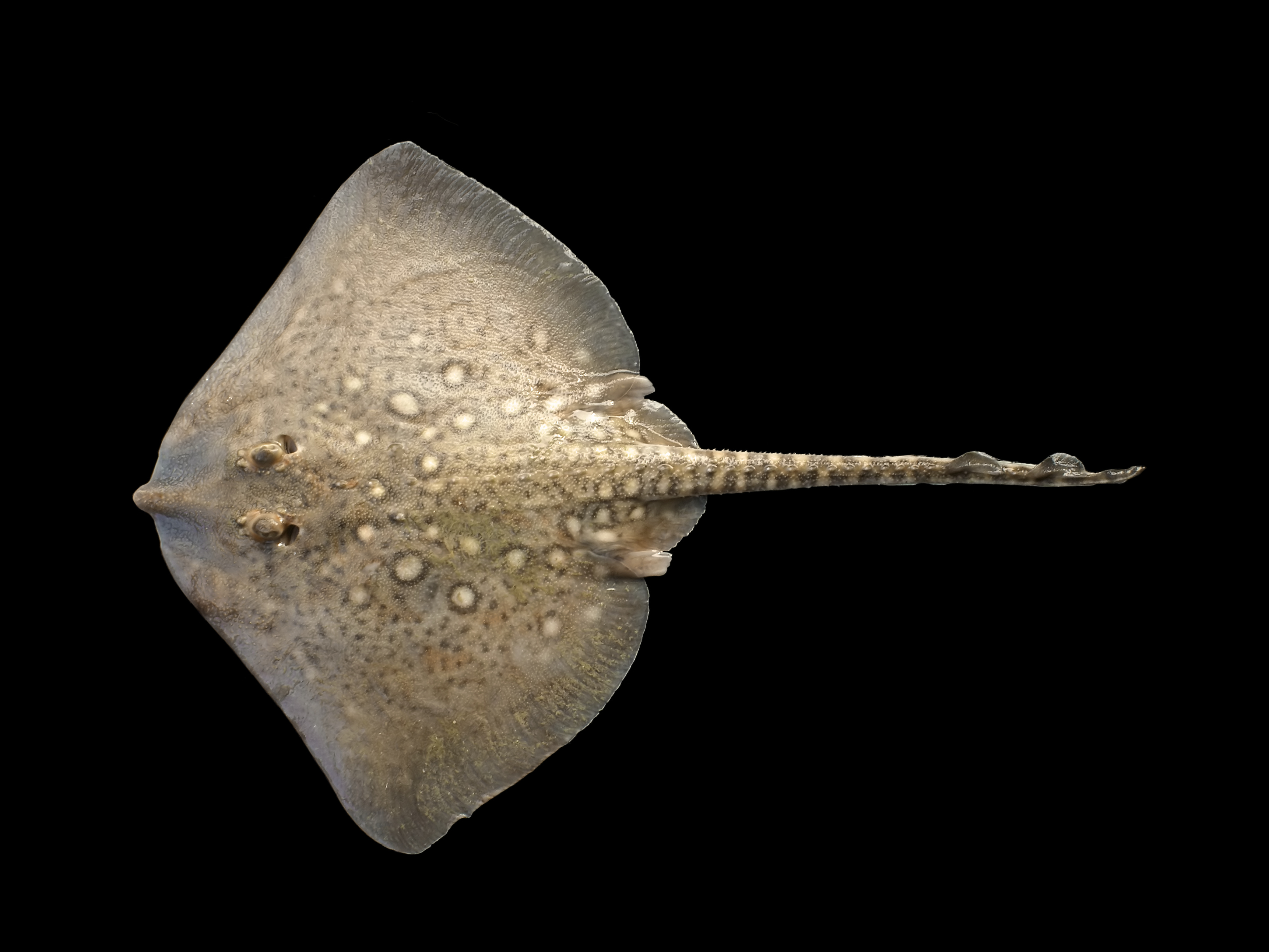
Clavellada (Raja clavata)

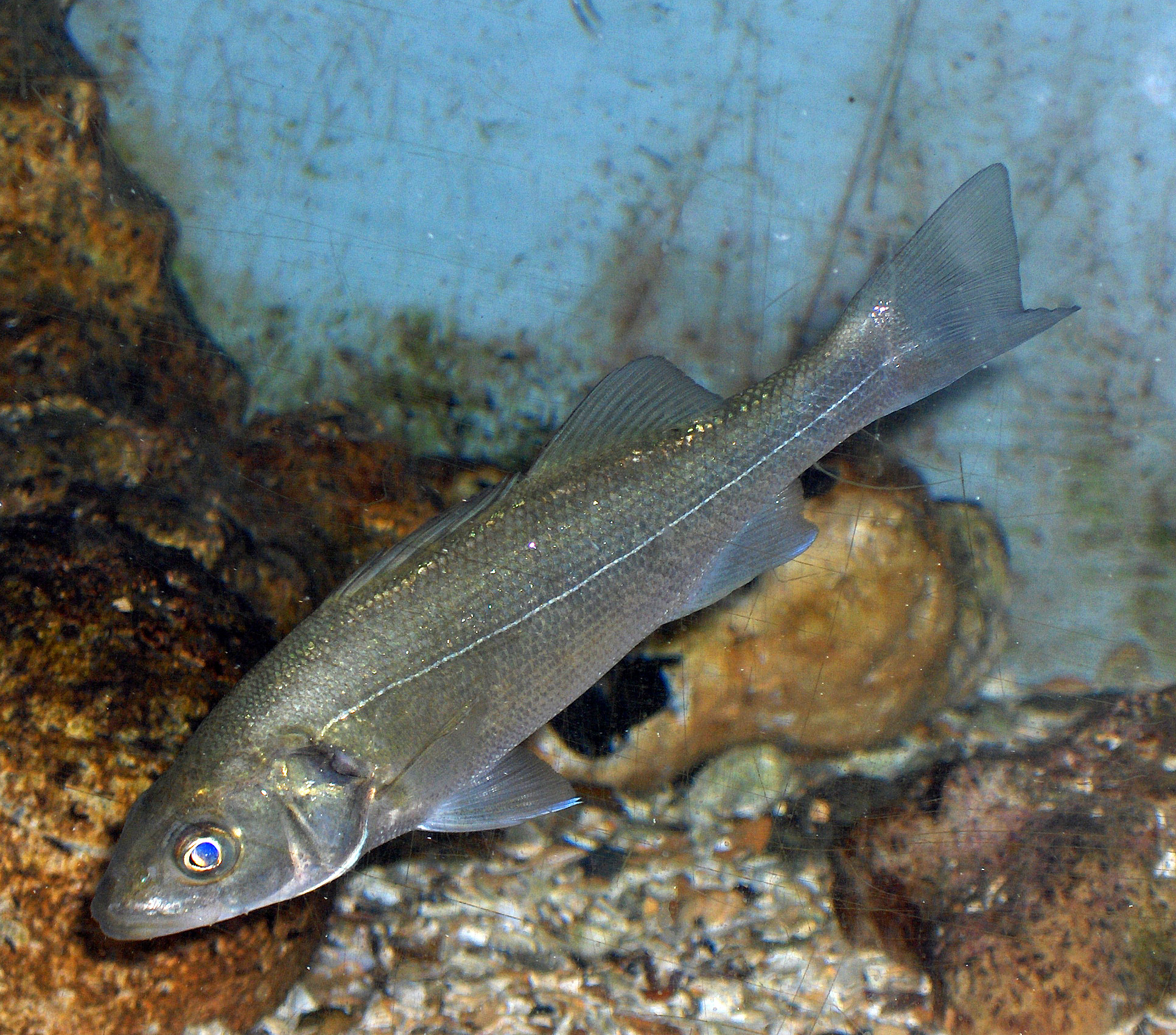
Llobarro (Dicentrarchus labrax)

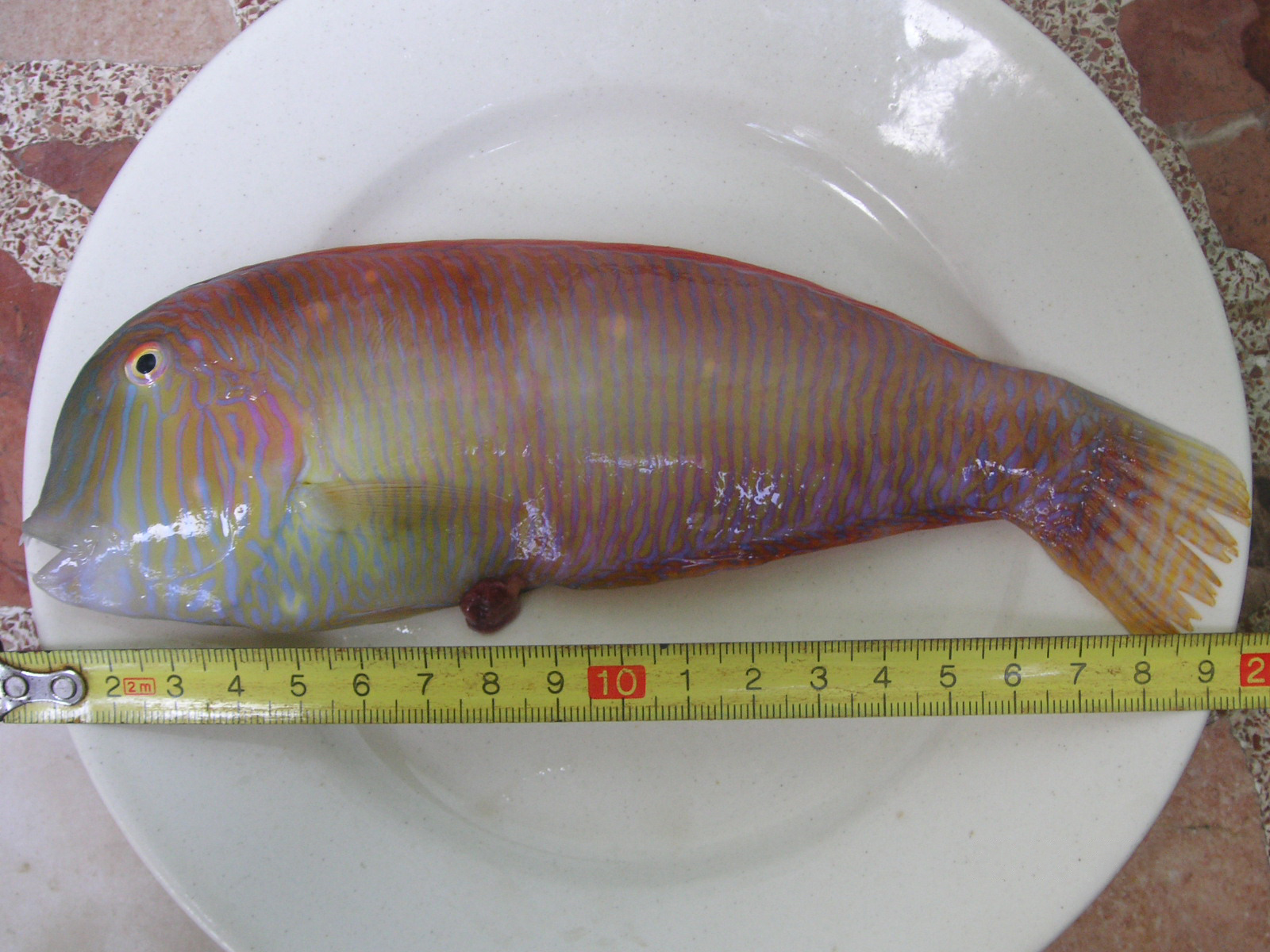
Raor (Xyrichtys novacula)

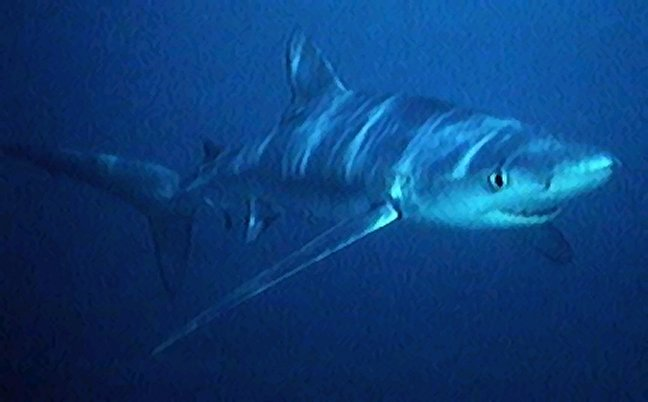
Tintorera (Prionace glauca)

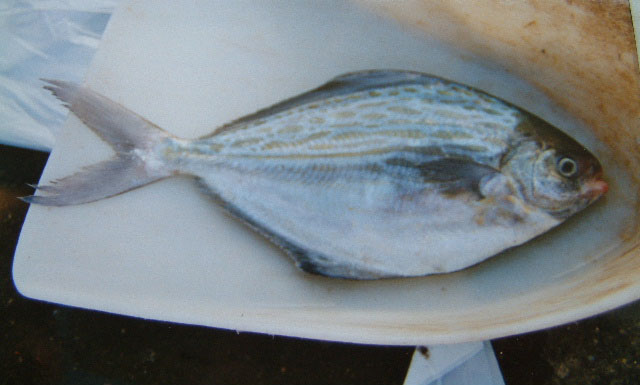
Stromateus fiatola

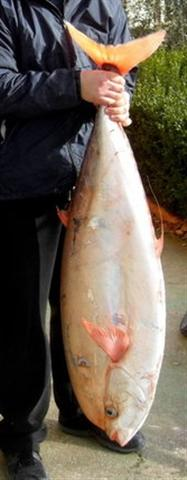
Luvar (Luvarus imperialis)

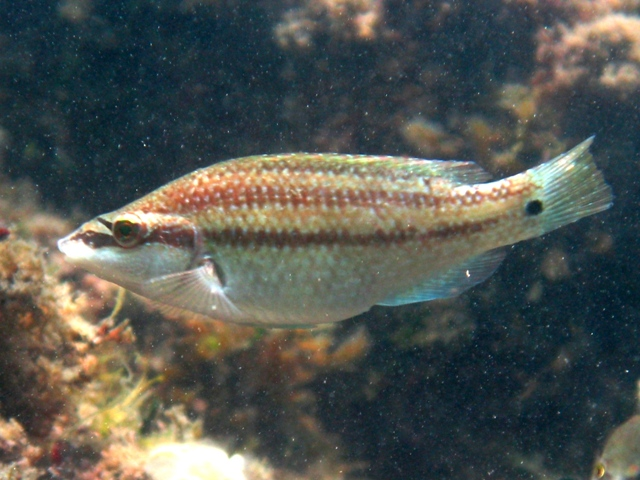
Llavió (Symphodus tinca)

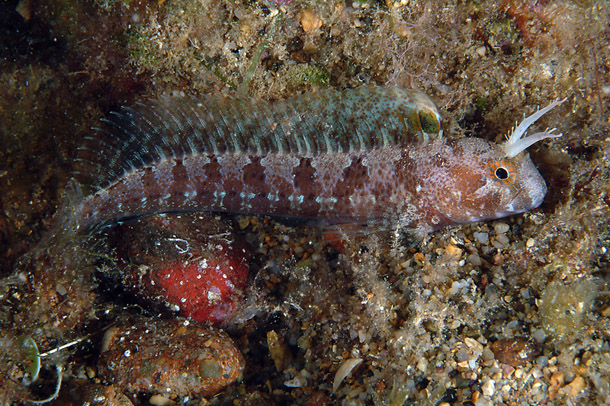
Banyut (Parablennius tentacularis)

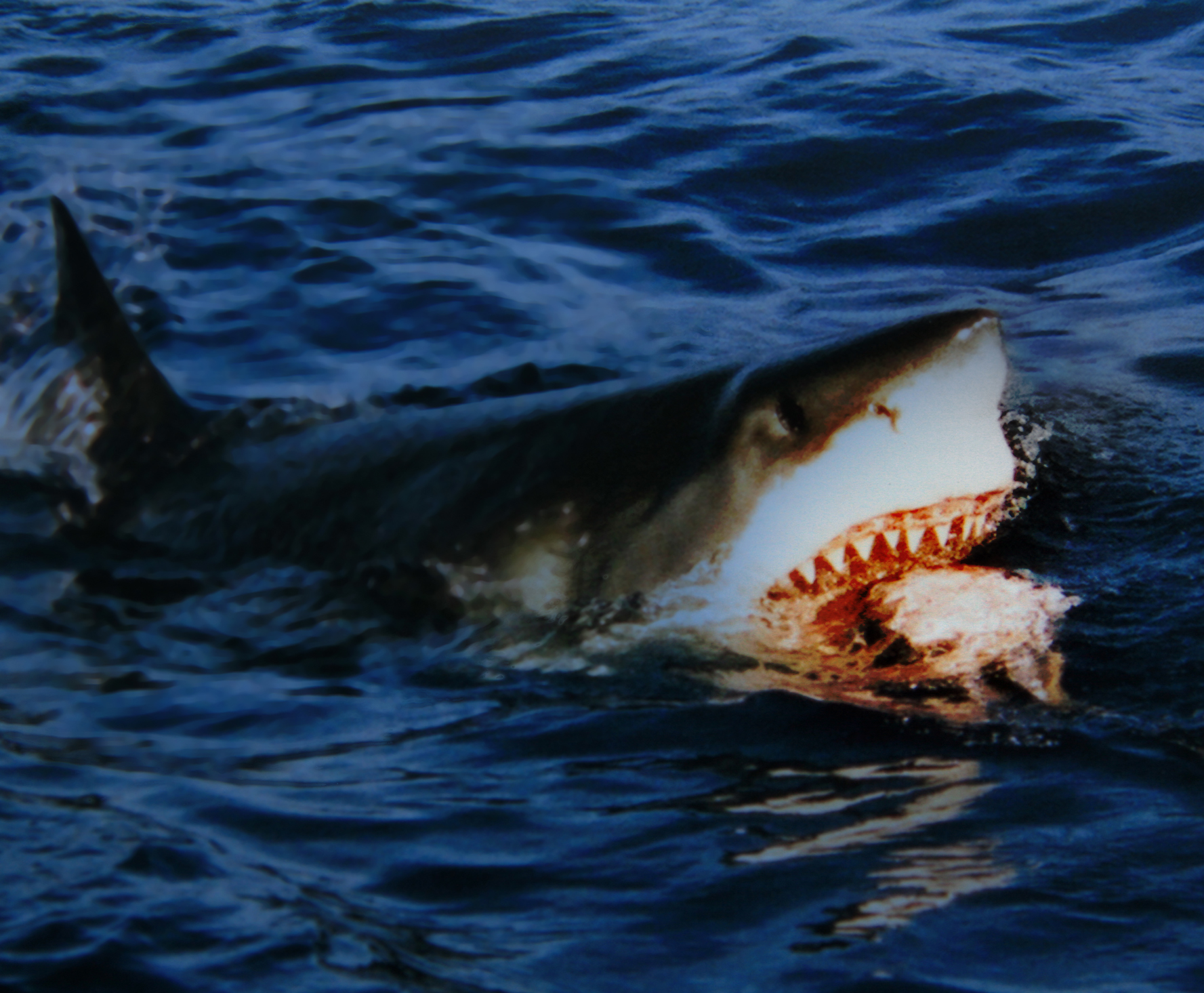
Tauró blanc (Carcharodon carcharias)

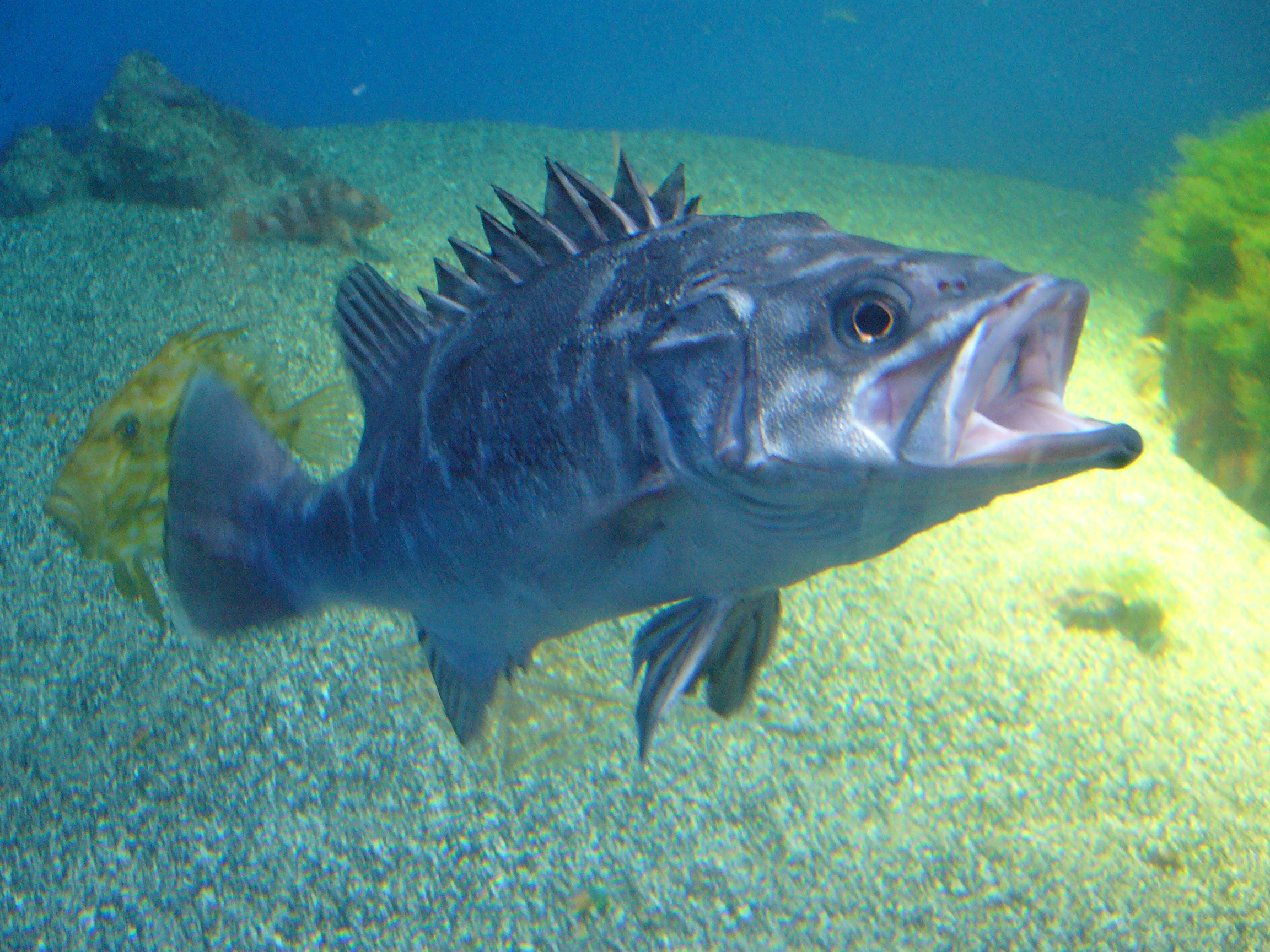
Dot (Polyprion americanus)

Círvia (Seriola dumerili)

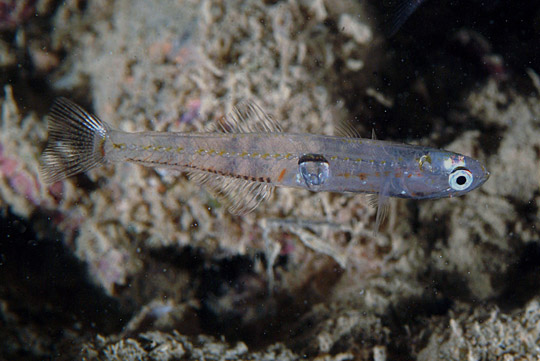
Xanguet (Aphia minuta)

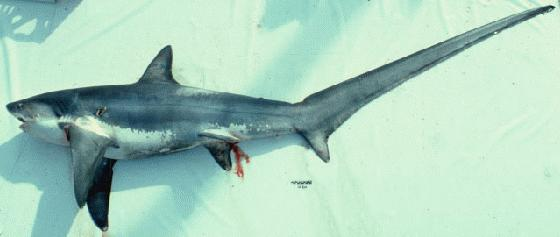
Peix guilla (Alopias vulpinus)

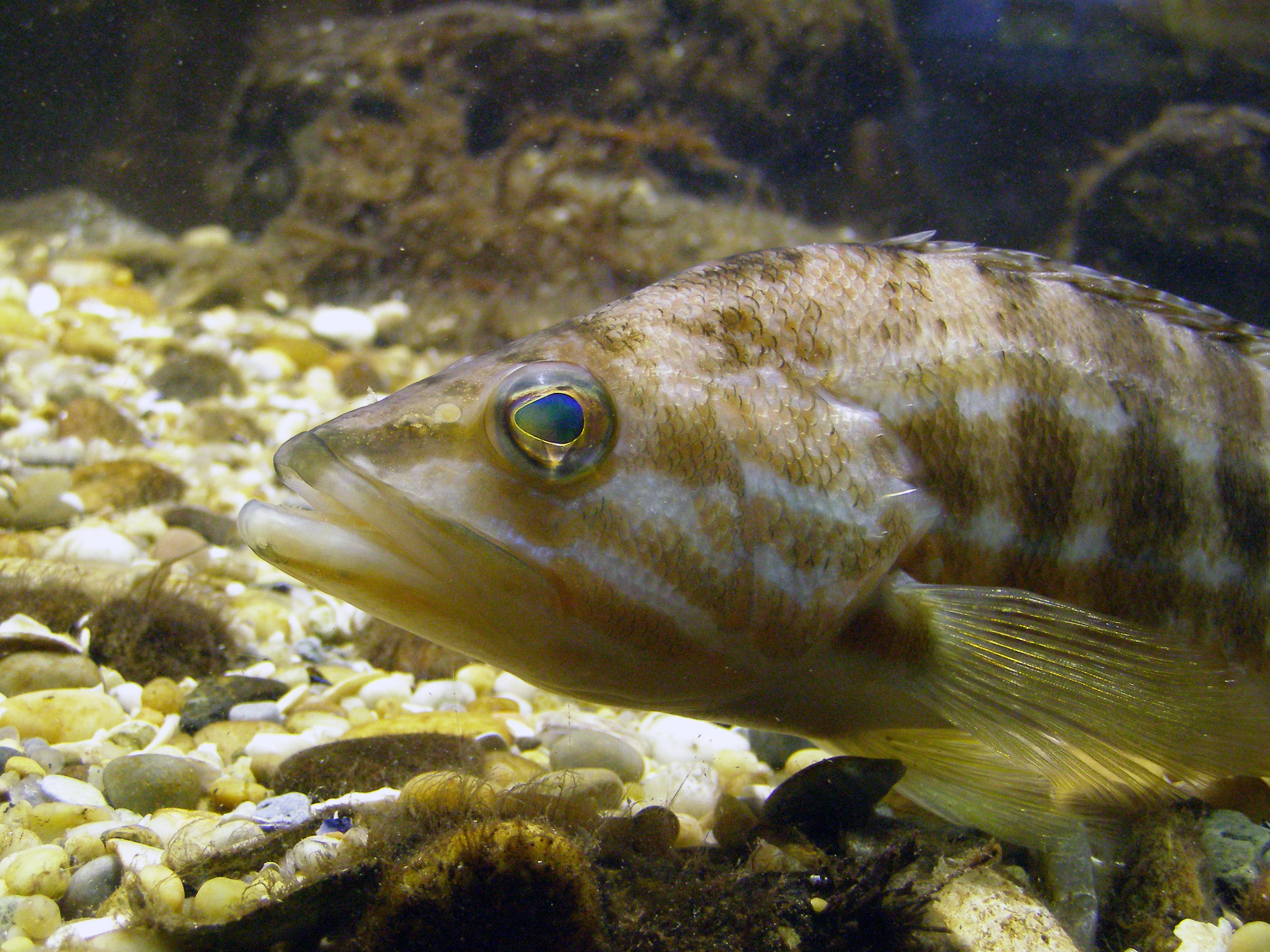
Serranet (Serranus cabrilla)

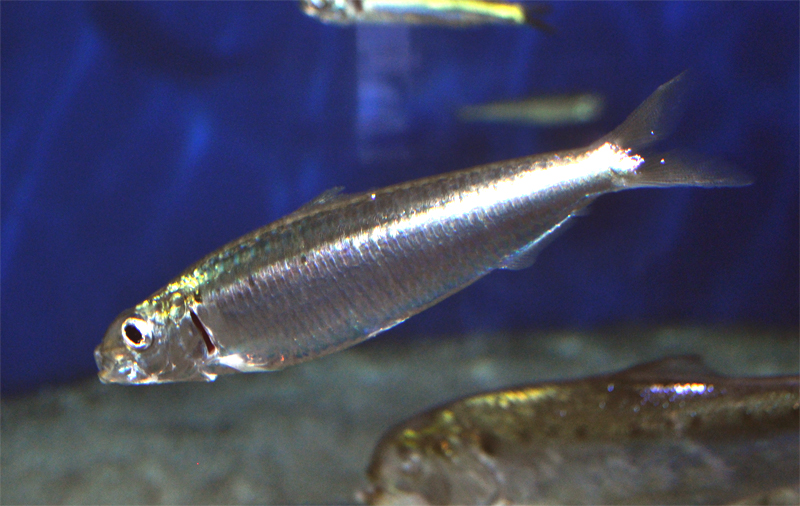
Sardina (Sardina pilchardus)

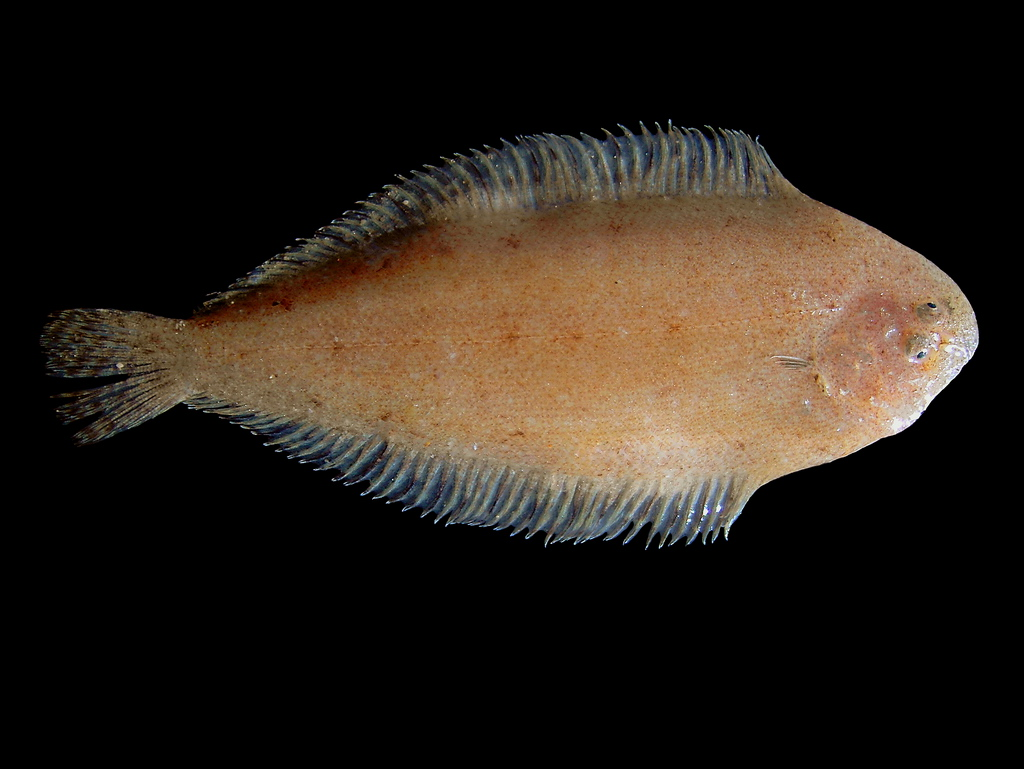
Palaí xic (Buglossidium luteum)

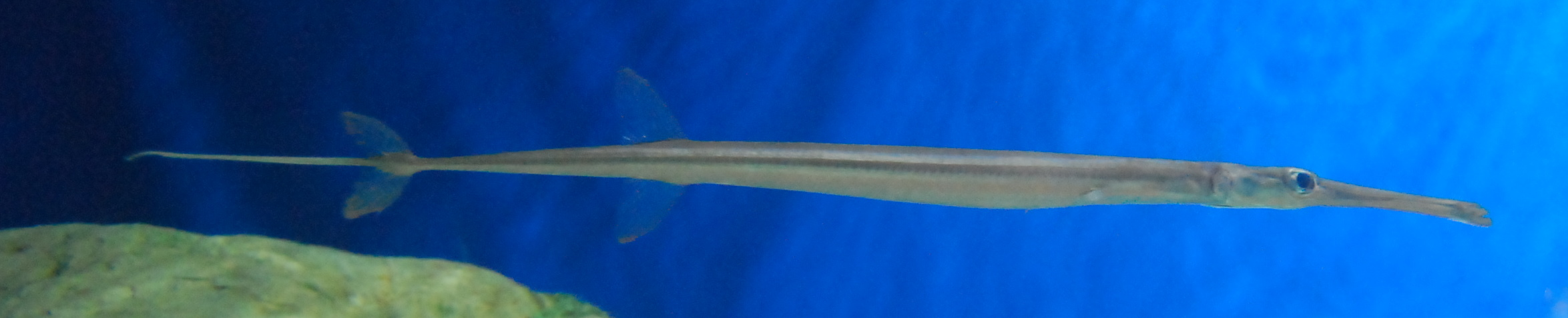
Fistularia commersonii

Aquesta llista de peixos de la República de Malta inclou 323 espècies de peixos que es poden trobar actualment a la República de Malta ordenades per l'ordre alfabètic de llur nom científic.

## A
- Abudefduf saxatilis
- Acanthocybium solandri
- Acantholabrus palloni
- Acipenser sturio
- Aidablennius sphynx
- Alectis alexandrina
- Alepes djedaba
- Alopias vulpinus
- Alosa fallax
- Anguilla anguilla
- Anthias anthias
- Aphanius fasciatus
- Aphia minuta
- Apogon imberbis
- Apterichtus caecus
- Argentina sphyraena
- Argyrosomus regius
- Ariosoma balearicum
- Arnoglossus imperialis
- Arnoglossus kessleri
- Arnoglossus laterna
- Atherina boyeri
- Atherina hepsetus
- Aulopus filamentosus
- Auxis rochei

## B
- Balistes capriscus
- Barbus barbus
- Belone belone
- Blennius ocellaris
- Boops boops
- Bothus podas
- Brama brama
- Buglossidium luteum

## C
- Callanthias ruber
- Callionymus lyra
- Callionymus maculatus
- Callionymus pusillus
- Callionymus risso
- Campogramma glaycos
- Capros aper
- Caranx crysos
- Caranx rhonchus
- Carapus acus
- Carassius carassius
- Carcharhinus brevipinna
- Carcharhinus limbatus
- Carcharhinus plumbeus
- Carcharias taurus
- Carcharodon carcharias
- Centracanthus cirrus
- Centrolophus niger
- Centrophorus granulosus
- Centrophorus uyato
- Cephalopholis taeniops[1]
- Cepola macrophthalma
- Cetorhinus maximus
- Cheilopogon heterurus
- Chelidonichthys cuculus
- Chelidonichthys lucerna
- Chelidonichthys obscurus
- Chelon labrosus
- Chimaera monstrosa
- Chlorophthalmus agassizi
- Chromis chromis
- Citharus linguatula
- Clinitrachus argentatus
- Conger conger
- Coris julis
- Coryphaena equiselis
- Coryphaena hippurus[2]
- Cyprinus carpio

## D
- Dactylopterus volitans
- Dalatias licha
- Dalophis imberbis
- Dasyatis centroura
- Dasyatis pastinaca
- Deltentosteus quadrimaculatus
- Dentex dentex
- Dentex gibbosus
- Dentex macrophthalmus
- Dicentrarchus labrax
- Dicentrarchus punctatus
- Diplecogaster bimaculata
- Diplodus annularis
- Diplodus cervinus
- Diplodus puntazzo
- Diplodus sargus sargus
- Diplodus vulgaris
- Dipturus batis
- Dipturus oxyrinchus

## E
- Echelus myrus
- Echeneis naucrates
- Echiichthys vipera
- Echinorhinus brucus
- Electrona risso
- Engraulis encrasicolus
- Epigonus telescopus
- Epinephelus aeneus
- Epinephelus caninus
- Epinephelus costae
- Epinephelus malabaricus
- Epinephelus marginatus
- Etmopterus spinax
- Euthynnus alletteratus
- Eutrigla gurnardus

## F
- Fistularia commersonii

## G
- Gadiculus argenteus
- Gaidropsarus mediterraneus
- Gaidropsarus vulgaris
- Galeorhinus galeus
- Galeus melastomus
- Gobius bucchichi
- Gobius cobitis
- Gobius couchi
- Gobius cruentatus
- Gobius geniporus
- Gobius niger
- Gobius paganellus
- Gymnammodytes cicerelus
- Gymnothorax unicolor

## H
- Helicolenus dactylopterus
- Heptranchias perlo
- Hexanchus griseus
- Hippocampus guttulatus
- Hippocampus hippocampus
- Hirundichthys rondeletii
- Hoplostethus mediterraneus

## I
- Isurus oxyrinchus

## K
- Katsuwonus pelamis

## L
- Labrus merula
- Labrus mixtus
- Labrus viridis
- Lagocephalus lagocephalus
- Lamna nasus
- Lappanella fasciata
- Lepadogaster candolii
- Lepadogaster lepadogaster
- Lepidopus caudatus
- Lepidotrigla cavillone
- Lestidiops sphyrenoides
- Leuciscus aspius
- Leucoraja fullonica
- Leucoraja melitensis
- Lichia amia
- Lipophrys trigloides
- Lithognathus mormyrus
- Liza aurata
- Liza ramada
- Liza saliens
- Lobotes surinamensis
- Lophius budegassa
- Lophius piscatorius
- Lophotus lacepede
- Luvarus imperialis

## M
- Macroramphosus scolopax
- Merluccius merluccius
- Microchirus ocellatus
- Microchirus variegatus
- Microlipophrys dalmatinus
- Microlipophrys nigriceps
- Micromesistius poutassou
- Millerigobius macrocephalus
- Mobula mobular
- Mola mola
- Molva dypterygia
- Monochirus hispidus
- Mora moro
- Mugil cephalus
- Mullus barbatus barbatus
- Mullus surmuletus
- Muraena helena
- Mustelus asterias
- Mustelus mustelus
- Mycteroperca rubra
- Myliobatis aquila

## N
- Naucrates ductor
- Nerophis maculatus
- Nerophis ophidion
- Nettastoma melanurum

## O
- Oblada melanura
- Odontaspis ferox
- Oedalechilus labeo
- Ophichthus rufus
- Ophidion barbatum
- Ophidion rochei
- Ophisurus serpens
- Oplegnathus fasciatus[3]
- Orcynopsis unicolor
- Oreochromis spilurus
- Oxynotus centrina

## P
- Pagellus acarne
- Pagellus bogaraveo
- Pagellus erythrinus
- Pagrus auriga
- Pagrus caeruleostictus
- Pagrus pagrus
- Parablennius gattorugine
- Parablennius incognitus
- Parablennius rouxi
- Parablennius sanguinolentus
- Parablennius tentacularis
- Parablennius zvonimiri
- Paralepis coregonoides
- Parophidion vassali
- Pegusa impar
- Peristedion cataphractum
- Petromyzon marinus
- Phycis blennoides
- Phycis phycis
- Polyprion americanus
- Pomatomus saltatrix
- Pomatoschistus minutus
- Pontinus kuhlii
- Prionace glauca
- Pristis pristis
- Pseudocaranx dentex
- Pteromylaeus bovinus
- Pteroplatytrygon violacea

## R
- Raja asterias
- Raja clavata
- Raja miraletus
- Raja radula
- Ranzania laevis
- Regalecus glesne
- Remora remora
- Rhinobatos cemiculus
- Rhinobatos rhinobatos
- Rhinoptera marginata
- Rostroraja alba
- Ruvettus pretiosus

## S
- Salaria pavo
- Sarda sarda
- Sardina pilchardus
- Sardinella aurita
- Sardinella maderensis
- Sarpa salpa
- Scartella cristata
- Scatophagus argus[4]
- Schedophilus ovalis
- Sciaena umbra
- Scomber colias
- Scomber scombrus
- Scomberesox saurus
- Scophthalmus maximus
- Scophthalmus rhombus
- Scorpaena maderensis
- Scorpaena notata
- Scorpaena porcus
- Scorpaena scrofa
- Scyliorhinus canicula
- Scyliorhinus stellaris
- Seriola dumerili
- Seriola fasciata[1]
- Serranus cabrilla
- Serranus hepatus
- Serranus scriba
- Siganus luridus
- Solea solea
- Sparisoma cretense
- Sparus aurata
- Sphoeroides pachygaster
- Sphyraena chrysotaenia
- Sphyraena sphyraena
- Sphyrna tudes
- Sphyrna zygaena
- Spicara maena
- Spicara smaris
- Spondyliosoma cantharus
- Sprattus sprattus
- Squalus acanthias
- Squalus blainville
- Squatina oculata
- Squatina squatina
- Stephanolepis diaspros
- Stromateus fiatola
- Sudis hyalina
- Symphodus cinereus
- Symphodus doderleini
- Symphodus mediterraneus
- Symphodus melanocercus
- Symphodus melops
- Symphodus ocellatus
- Symphodus roissali
- Symphodus rostratus
- Symphodus tinca
- Synapturichthys kleinii
- Syngnathus abaster
- Syngnathus acus
- Syngnathus phlegon
- Syngnathus typhle
- Synodus saurus

## T
- Tetrapturus belone
- Thalassoma pavo
- Thunnus alalunga
- Thunnus thynnus
- Torpedo marmorata
- Torpedo nobiliana
- Torpedo torpedo
- Trachinotus ovatus
- Trachinus araneus
- Trachinus draco
- Trachinus radiatus
- Trachipterus trachypterus
- Trachurus mediterraneus
- Trachurus picturatus
- Trachurus trachurus
- Trichiurus lepturus
- Trigla lyra
- Trigloporus lastoviza
- Tripterygion delaisi
- Tripterygion melanurum
- Tripterygion tripteronotum
- Trisopterus capelanus
- Tylosurus acus acus

## U
- Umbrina canariensis
- Umbrina cirrosa
- Uranoscopus scaber

## X
- Xiphias gladius
- Xyrichtys novacula

## Z
- Zebrus zebrus
- Zeus faber
- Zosterisessor ophiocephalus
- Zu cristatus[5]